# Edurne
Edurne es un nombre de mujer de origen vasco.

## Significado
El nombre Edurne significa nieve, pureza, blancura en euskera. Lo que se entendería como pura y blanca como la nieve. En castellano, el nombre equivalente es Nieves.
Fueron Sabino Arana y Koldo Eleizalde los que propusieron el equivalente en euskera del Nieves en español. En Vizcaya la palabra edur se usa para designar nieve y Sabino Arana empleaba el sufijo -ne para crear nombres de mujer.

## Festividad
5 de agosto.

## Personalidades
- Edurne Pasaban Lizarribar, alpinista de Guipúzcoa, primera mujer en la historia en ascender a los 14 ochomiles.
- Edurne García Almagro, cantante, presentadora y actriz española.
- Edurne Uriarte Bengoetxea, politóloga y columnista española.
- Edurne Berrio, deportista de taekwondo española.

## Otros
- "Edurne" es una canción compuesta y escrita por Joan Manuel Serrat publicada como sencillo en 1974.
- Edurne es primer álbum de la cantante madrileña Edurne.